# Anna Löwenstein
Anna Löwenstein   (Anglaterra, 8 de març de 1951) és una escriptora en esperanto i anglès, a més d'una activista esperantista. Va ser escollida Esperantista de l'Any 2019.

## Esperanto
Löwenstein va treballar a l'Oficina Central de l'Associació Universal d'Esperanto (UEA) entre els anys 1977 i 1981, on va editar l'Anuari de la UEA l'any 1981. També va ser membre de la Comissió de Dones de la UEA l'any 1979. Sota el nom d'Anna Brennan, va ser fundadora i editora de la revista feminista en esperanto Sekso kaj egaleco (Sexe i igualtat) de l'any 1979 a 1988. Com a editora, entre els anys 1983 i 1986, va col·laborar a la secció fàcil de la revista juvenil en esperanto Kontakto, a més també va ser autora d'una llista de 1000 morfemes utilitzats en la secció fàcil.
Löwenstein també és coneguda com a periodista, professora i activista del moviment esperantista. És membre de l'Acadèmia d'Esperanto des de l'any 2001 i fa més de 20 anys que exerceix com a professora d'aquesta llengua. L'octubre de 2020 va ser reelegida com a secretària de l'Ateista Tutmonda Esperanto-Organizo (Associació Mundial Esperantista per l'Ateisme).

## Escriptura i traducció
La seva obra més coneguda és La ciutat de pedra (1999), una novel·la històrica que va aparèixer tant en anglès (The Stone City) com en esperanto (La ŝtona urbo) i va tenir moltes edicions en poc temps. L'any 2010 es va publicar en francès i l'any 2014 es va traduir a l'hongarès. L'argument gira al voltant d'una esclava celta, portada a l'antiga Roma durant el segle i. La versió en esperanto està, amb poques excepcions, construïda a partir d'un lèxic limitat als mots «oficialitzats» per l'Acadèmia d'Esperanto.
El 2008 va aparèixer la seva segona novel·la, Morto de artisto (Mort d'un artista). En aquesta obra el protagonista és l'emperador Neró, però, com en la seva primera novel·la, Löwenstein explica la història a través dels ulls d'un esclau. L'any 2021, sortí la seva tercera novel·la, Memoraĵoj de Julia Agripina (Les memòries de Júlia Agripina). Aquesta vegada el personatge principal és Agripina la Menor, la mare de Neró i esposa de l'emperador Claudi. Com la seva novel·la anterior, la novel·la descriu, entre altres coses, l'efecte corruptor del poder.
Löwenstein és també l'autora o traductora de diverses obres de no-ficció. L'any 2006 va traduir a l'esperanto el llibre d'humor Xenophobic guidebook for Italians (Ksenofobia gvidlibro al la Italoj, o, en català, Guia xenòfoba sobre els italians). L'any 2007 va editar el llibret Rusoj loĝas en Rusujo. Landnomoj en Esperanto (Els russos viuen a Rússia. Els noms de país en esperanto), amb contribucions de disset esperantistes sobre els noms de països en esperanto. L'any 2009 escriu un llibret, Konciza klarigo pri la landnomoj en Esperanto (Aclariment concís dels noms de països en esperanto), on explica com funciona el sistema de dues categories de noms de països en esperanto i ofereix una llista completa de països i gentilicis, tal com recomana l'Acadèmia d'Esperanto al seu butlletí Oficialaj informoj, 11 (2009).

## Vida personal
És filla de l'actor britànic Heinz Bernhard Löwenstein (1923-1994), que va néixer i créixer a Alemanya fins que, el 1939, va ser expulsat de l'Alemanya nazi per ser jueu d'origen polonès.
Entre 1981 i 2015, Anna Löwenstein va residir a Itàlia, però el 2015 es va traslladar a Londres, on viu des de llavors. Amb el seu marit, Renato Corsetti, té dos fills, tots dos esperantistes nadius.

## Obra
- La ŝtona urbo, Anvers, 1999, ISBN 9071205770.
- The Stone City, Londres, 1999, ISBN 0754400980.
- Rusoj loĝas en Rusujo. Landnomoj en Esperanto, Milà, 2007.
- Morto de Artisto, Anvers, 2008, ISBN 9789077066393.
- Konciza klarigo pri la landonomoj en Esperanto. Kun kompleta listo de landoj kaj landanoj, Palestrina, 2009.
- La teorio Nakamura, Partizánske, 2019, ISBN 9788089366897.
- La memoraĵoj de Julia Agripina, Anvers, 2021, ISBN 9789077066737.[7]

### Traduccions
- Annan, Nane, Unuiĝintaj Nacioj. Venu kun mi!, Zagreb, 2001, ISBN 9789532030891.
- Solly, Martin, La ksenofobia gvidlibro al la Italoj, Milà, 2006.